# Rhaphiderus spinigerus

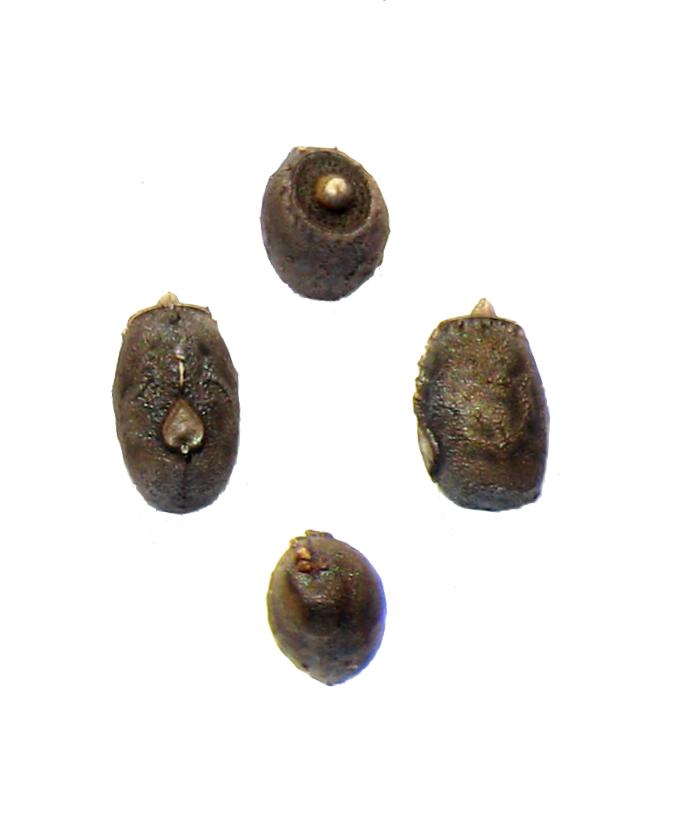
Eier von Rhaphiderus spinigerus, links Dorsal-, rechts Lateransicht, sowie Ansicht von oben und unten

Rhaphiderus spinigerus (gelegentlich auch Rhaphiderus spiniger genannt) ist eine Art aus der Ordnung der Gespenstschrecken (Phasmatodea). Gelegentlich wird sie nach ihrer Herkunft auch als Réunion-Gespenstschrecke oder, weniger passend, nach einer möglichen Futterpflanze als Rhododendron-Schrecke bezeichnet.

## Merkmale
Rhaphiderus spinigerus ist eine mittelgroße Gespenstschrecke mit deutlichem Sexualdimorphismus. Die Weibchen werden etwa 5,5 bis 7,5 cm lang und sind wesentlich breiter und dicker als die Männchen. Auf der Körperoberseite sind sie leuchtend hellgrün, auf der Unterseite blass dunkelgrün gefärbt. Auf dem Pro- und Mesonotum befinden sich unregelmäßig verteilte, stumpfe Dornen bzw. Tuberkel. Diese sind an der Spitze braun bis hellorange und zur Basis hin gelb gefärbt. Die Ränder von Meso- und Metathorax sind mit ähnlich gefärbten Dornen gezähnt. Die Hintercoxen sind auffällig rosarot bis rot. Die Männchen bleiben mit 4,5 bis 6,5 cm Länge etwas kleiner und sind wesentlich schlanker. Sie sind glänzend hellbraun gefärbt. Lediglich die Intersegmentalhäute des Abdomens sind grünlich. Auf dem Pro- und dem vorderen Mesonotum befinden sich wenige dunkelbraune Dörnchen. Neben Tieren mit der beschriebenen Färbung können auch orange, rötliche oder braune Weibchen, sowie grüne Männchen vorkommen.

## Vorkommen und Lebensweise
Die Art ist auf der Insel Réunion im Indischen Ozean heimisch und dort in Höhen zwischen 250 und 500 m anzutreffen.
Die Tiere verbringen ihr gesamtes Leben hängend an den Nahrungspflanzen. Adulte Weibchen produzieren reichlich Eier. Diese sind braun, etwa 2 bis 2,5 mm breit, 3 bis 3,5 mm lang und haben eine herzförmige Mikropylarplatte. Auf dem Deckel (Operculum) befindet sich ein deutlich sichtbares, gelbliches Capitulum (Siehe auch Bau des Phasmideneis). Aus den Eiern, welche von den Weibchen auf den Boden fallen gelassen werden, schlüpfen nach vier bis fünf Monaten die Nymphen, welche nach drei bis vier Monaten adult sind und dann je nach Temperatur noch etwa vier Monate oder länger leben.

## Taxonomie und Systematik
Im Jahr 1862 beschrieb Hippolyte Lucas diese Art zunächst unter dem Namen Monandroptera spinigera. William Forsell Kirby ordnete sie 1904 der bereits 1838 von Jean-Guillaume Audinet-Serville errichteten Gattung Rhaphiderus zu. Über die korrekte Endung des Artepithetons herrscht Uneinigkeit. Noch 2004 verwenden Nicolas Cliquennois und Paul D. Brock den Namen Rhaphiderus spinigerus. Dieser Name wird bis heute in vielen Veröffentlichungen und Listen verwendet. Cliquennois revidierte den Namen 2005 und bezeichnet die Art als Rhaphiderus spiniger. Auch dieser Name findet sich bis heute in vielen Veröffentlichungen.

## Terraristik
Die ersten Tiere dieser Art kamen 1979 durch Jean-Claude Anderes aus Bel Air, Plaine des Gregues nach Europa. Weitere Tiere wurden an verschiedenen Fundorten zwischen 2001 und 2003 von Cliquennois gesammelt. Zunächst wurden diese Tiere als Rhaphiderus scabrosus identifiziert und bekamen von der Phasmid Study Group die PSG-Nummer 82. Als 1984 eine minimal größere Art von der Insel Mauritius eingeführt wurde, deren Männchen glänzend dunkelgrün gefärbt sind und gelbe Intersegmentalhäute am Abdomen sowie auffällig rote Augen haben, wurden diese ebenso fälschlich als Rhaphiderus spinigerus identifiziert und sie erhielten die PSG-Nummer 83. Erst 2003 wurde durch Brock aufgeklärt, dass beide Arten vertauscht wurden, so dass es sich bei den Tieren die als erste importiert wurden und unter der PSG-Nummer 82 im Umlauf waren um Rhaphiderus spinigerus handelt, während die später importierte Art mit der PSG-Nummer 83 Rhaphiderus scabrosus ist. Alle Veröffentlichungen über die Haltung dieser Tiere sind folgerichtig bis 2003 mit vertauschten Namen gemacht worden.
Zur Haltung und Zucht werden gut belüftete Terrarien mit möglichst hoher Luftfeuchtigkeit benötigt. Als Futter sind Blätter von Rhododendren oder Johanniskräutern geeignet. Außerdem werden auch Eukalyptus-Blätter gefressen.